# فرودگاه استورگیت
فرودگاه استورگیت (به انگلیسی: Sturgate Airfield) یک فرودگاه خصوصی است که یک باند فرود سنگفرش دارد و طول باند آن ۸۲۰ متر است. این فرودگاه در کشور انگلستان قرار دارد و در ارتفاع ۱۷ متری از سطح دریا واقع شده است.